# - og gjorde danerne kristne
- og gjorde danerne kristne er en dansk dokumentarfilm fra 1983 instrueret af Jørn Kjær Nielsen og Knud J. Krogh og efter manuskript af Knud J. Krogh.

## Handling
En registrering af det forskningsarbejde som Nationalmuseet udførte i Jelling, hvor kirken, højene og de to runesten altid har stået som uløste arkæologiske spørgsmål med myter tilknyttet.